# 2016년 AFC 풋살 선수권 대회 예선
2016년 AFC 풋살 선수권 대회 예선은 2016년 AFC 풋살 선수권 대회에 자동 참가하는 4팀을 제외한 나머지 12팀을 가리기 위한 예선이다.
개최국인 중화 타이베이와 전 대회인 2014년 AFC 풋살 선수권 대회에서 3위 내에 입성한 일본, 이란, 우즈베키스탄에게는 자동 출전권이 주어진다.

## 본선 진출팀
| 국가         | 진출 자격                               | 진출 확정 날짜     | 출전 횟수 |
| ------------ | --------------------------------------- | ------------------ | --------- |
| 우즈베키스탄 | 2014년 AFC 풋살 선수권 대회 3위，개최국 | 2014년 3월 10일    | 14회      |
| 일본         | 2014년 AFC 풋살 선수권 대회 우승        | 2014년 3월 8일     | 14회      |
| 이란         | 2014년 AFC 풋살 선수권 대회 준우승      | 2014년 3월 8일     | 14회      |
|              |                                         | 동아시아 예선      |           |
|              |                                         | 동아시아 예선      |           |
|              |                                         | 동아시아 예선      |           |
|              |                                         | 동남아시아 예선    |           |
|              |                                         | 동남아시아 예선    |           |
|              |                                         | 동남아시아 예선    |           |
|              |                                         | 서아시아 예선      |           |
|              |                                         | 서아시아 예선      |           |
|              |                                         | 서아시아 예선      |           |
|              |                                         | 중앙-남아시아 예선 |           |
|              |                                         | 중앙-남아시아 예선 |           |
|              |                                         | 중앙-남아시아 예선 |           |

## 예선 지역

### 동아시아
- 10월 8일~18일

### 동남아시아
- 10월 8일~18일

### 서아시아
- 10월 8일~18일

### 중앙-남아시아
- 10월 8일~18일